# سید طاهر طاهری
سید طاهر طاهری (زاده ۸ خرداد ۱۳۳۰ سمنان) سیاستمدار ایرانی است که استاندار استان البرز در دولت یازدهم و نماینده مجلس شورای اسلامی در دوره‌های پنجم و ششم بوده‌است. او دارای مدرک کارشناسی ارشد مدیریت صنعتی است.
طاهری پیش از این مدیرعامل شرکت گسترش سرمایه‌گذاری ایران خودرو بود. وی پیش از این دارای سوابق مدیریتی در شرکت‌ها و گروه‌های صنعتی مانند مگاموتور، بیمه پارسیان، رنا، معاون حقوقی، امور مجلس و استان‌های وزارت صنایع و معادن، بازرسی و مهندسی کالا I.E.I، معاون سرمایه‌گذاری‌های صنعتی و مجری پروژه جلب سرمایه‌گذاری سازمان گسترش و نوسازی صنایع ایران، نماینده مردم شهرستان سمنان در دوره‌های پنجم و ششم است.

## سوابق تحصیلی
1. کارشناس مدیریت صنعتی از مدرسه عالی مدیریت گیلان-لاهیجان ۱۳۵۲[۱]
2. کارشناس ارشد مدیریت صنایع از دانشگاه علم و صنعت ایران، ۱۳۷۴[۱]

## سوابق کاری
- کارخانه ریسمان‌ریسی و نساجی پارس سمنان، انباردار
- شرکت پارس متال تهران، کارشناس برنامه‌ریزی تولید-رئیس کارگزینی
- بهداری استان سمنان، حسابدار مسئول–کارشناس امور رفاهی- حضور در جهاد سازندگی – سرپرست شبکه بهداری گرمسار
- سازمان بهزیستی کشور، سرپرست بهزیستی استان سمنان،
- جمعیت هلال احمر، مدیر عامل جمعیت هلال احمر استان سمنان (با حفظ سمت)
- سازمان بهزیستی کشور، سرپرست دفاتر خدمات حمایتی و روستایی سازمان (با حفظ سمت)
- سازمان امور اداری و استخدامی کشور، معاون اجرائی دبیرکل سازمان
- وزارت صنایع و معادن، مدیر کل صنایع استان سمنان
- مؤسسه استاندارد و تحقیقات صنعتی ایران  سرپرست اداره کل استاندارد و تحقیقات صنعتی استان سمنان (با حفظ سمت)
- شرکت شهرک‌های صنعتی ایران، رئیس هیئت مدیره و مدیرعامل شرکت شهرکهای صنعتی استان سمنان
- مجلس شورای اسلامی، نماینده مردم شهرستان سمنان در دوره‌های پنجم و ششم
- سازمان گسترش و نوسازی صنایع ایران، مجری پروژه جلب سرمایه‌گذاری
- سازمان گسترش و نوسازی صنایع ایران، معاون سرمایه‌گذاری‌های صنعتی
- شرکت مگا موتور، رئیس هیئت مدیره (غیر موظف)، ۱۳/۴/۱۳۸۳ تاکنون[۵]
- شرکت بازرسی و مهندسی کالا I.E.I، عضو هیئت مدیره (غیر موظف)،
- شرکت ساختمانی مپسا، عضو هیئت مدیره (غیر موظف)،
- وزارت صنایع و معادن، معاون حقوقی، امور مجلس و استانها،
- شرکت رنا، رئیس هیئت مدیره از۱۳۸۷ تاکنون
- شرکت گسترش سرمایه‌گذاری ایران خودرو، مدیرعامل،[۶]
- شرکت بیمه پارسیان، عضو هیئت مدیره (غیر موظف)
- شرکت مگاموتور، رئیس هیئت مدیره (موظف)، ۱/۱/۹۰  تا کنون[۷]
- قائم مقام معاون امور صنایع وزارت صنعت، معدن و تجارت[۸]

## سوابق فرهنگی
- مدیر مسئول و صاحب امتیاز نشریه وارش
- تألیف کتاب معادن استان سمنان «پروژه»
- تألیف کتاب در خانه ملت که بودم
- مدیریت نشریات مدد و راه صنعت
- کمک در تألیف کتاب کام دل، آیین مهرورزی
- مسئولیت انتشار کتاب تلاش برای صادرات
- انتشار جزوات متعدد در حیطه مسئولیت‌های مختلف
- عضوشورای سردبیری پایگاه خبری صنایع نیوز

## استانداری
برخی از منابع خبری ایران از احتمال انتصاب سید طاهر طاهری به عنوان استاندار سمنان در دولت حسن روحانی خبر دادند
علیرغم شایعات قبلی، وی در تاریخ ۳۱ شهریور ۱۳۹۲ توسط هیئت دولت یازدهم به عنوان استاندار استان البرز معرفی گردید.